# ОШ „Жарко Зрењанин” Велико Лаоле
ОШ „Жарко Зрењанин” у Великом Лаолу, насељеном месту на територији општине Петровац на Млави, државна је установа основног образовања.
Школа је почела са радом 1874. године. Као матична школа има подручна одељења у Бистрици, Малом Лаолу и Крвију. Постоје подаци да је школска зграда направљена 1873. године, на иницијативу грађана Велико Лаоле.
Школа поседује савремено опремљене учионице, кабинет за информатику и биологију, техничко, библиотеку...